# Франсиско Виедма
Франсиско де Виедма и Нарваес (на испански: Francisco de Viedma y Narváez) е испански морски офицер, изследовател на Патагония.

## Биография
Роден е на 11 юни 1737 година в Хаен, Испания.
През 1778 вицекраля на Рио де ла Плата (днешна Аржентина) организира специална експедиция за построяване на крепости по патагонското крайбрежие и усвояване вътрешността на страната. За ръководител на експедицията е назначен военноморския офицер Франсиско Виедма, който привлича като свой помощник брат си Антонио Виедма.
От януари 1779 до 1784 двамата братя изследват долното течение на река Рио Негро (около 1000 км) и цялото крайбрежие на Патагония. През 1778 в устието на реката основават град Кармен де Патагонес, който до 1784 остава тяхна постоянна база при последвалите пътешествия във вътрешността на Патагония. През ноември 1782 се изкачват по река Санта Крус до изворите ѝ и там откриват езерото Лаго Архентино (1466 км2), а на север от него, на 49°35′ ю. ш. 72°30′ з. д. / 49.583333° ю. ш. 72.5° з. д., езерото Виедма (1100 км2), оттичащо се в първото.
Близо 20 години след смъртта му излиза от печат книгата със събраните по време на петгодишното му пътешествие материали под името: „Diario de un viage á la costa de la Patagonia“, Buenos Aires, 1837 (в превод „Дневник на пътешествията по бреговете на Патагония“).
През 1806 е назначен за кмет на град Кочабамба в днешна Боливия и като такъв умира три години по-късно.

## Памет
Неговото име носи:
- Виедма – град (40°49′ ю. ш. 63°00′ з. д. / 40.816667° ю. ш. 63° з. д.) в Аржентина, административен център на провинция Рио Негро;
- Виедма – езеро (49°35′ ю. ш. 72°30′ з. д. / 49.583333° ю. ш. 72.5° з. д.) в Аржентина;
- Виедма – ледник (49°29′ ю. ш. 73°08′ з. д. / 49.483333° ю. ш. 73.133333° з. д.) в Аржентина, спускащ се от запад в езерото Виедма.